# Fritz Kutscher
Fritz Kutscher (eigentlich Friedrich Kutscher; * 23. April 1907 in Manubach; † 29. November 1988 in Wiesbaden) war ein deutscher Geologe und Paläontologe.
Kutscher studierte Geologie, Geographie, Physik, Mathematik und Turnen ab 1926 in Marburg, Heidelberg (Diplom als Turnlehrer 1928) und an der TU Berlin und der Universität Berlin, wo er 1931 bei Joseph Pompeckj promoviert wurde (Zur Entstehung des Hunsrückschiefers am Mittelrhein und auf dem Hunsrück). 1931 bis 1933 studierte er als Gasthörer an der TU Berlin und war 1933/34 wissenschaftlicher Assistent an der Universität Jena. Er war von 1933 bis 1939 bei der Preußischen Geologischen Landesanstalt (ab 1934 Referendar, ab 1936 als Geologe). 1933 wurde er Mitglied der SA und 1937 der NSDAP. Im Zweiten Weltkrieg war er zeitweise als Bezirksgeologe unabkömmlich gestellt und 1942 bis 1945 im Wehrdienst als Wehrgeologe. 1945 bis 1949 war er in russischer Kriegsgefangenschaft und ab 1950 beim Hessischen Landesamt für Bodenforschung, an dem er 1951 Bezirksgeologe wurde, 1954 Abteilungsleiter und 1965 bis 1972 stellvertretender Amtsleiter war. 1952 bis 1962 war er Lehrbeauftragter an der Universität Mainz, an der er sich 1959 habilitierte (Das Devon des Hunsrück). 1962 bis 1980 war er außerplanmäßiger Professor für Angewandte Geophysik in Mainz (ab 1976 als nichtbediensteter Professor).
Er befasste sich unter anderem mit den Fossilien und Ablagerungsbedingungen des Hunsrücker Schiefers (veröffentlicht in den Notizblättern des Hessischen Landesamtes für Bodenforschung ab 1962 bzw. in dessen Nachfolge-Publikation Geologisches Jahrbuch Hessen).
Insgesamt verfasste Kutscher 220 Veröffentlichungen, von denen 75 paläontologischen und stratigraphischen Themen der Hunsrücklandschaft und des Mittelrheins widmen.
1976 erhielt er das Bundesverdienstkreuz.